# Liste der Einträge im National Register of Historic Places im Concho County
Die Liste der Registered Historic Places im Concho County führt alle Bauwerke und historischen Stätten im texanischen Concho County auf, die in das National Register of Historic Places aufgenommen wurden.

## Aktuelle Einträge
| Lfd. Nr. | Name im NRHP                      | Bild | Datum der Eintragung | Adresse/Lage       | Ort        | NRHP-ID  | Beschreibung |
| -------- | --------------------------------- | ---- | -------------------- | ------------------ | ---------- | -------- | ------------ |
| 1        | Bishop Site                       |      | 17. Juni 1977        | Address Restricted | Salt Gap   | 77001434 |              |
| 2        | Concho County Courthouse          |      | 7. Nov. 1977         | Public Sq.         | Paint Rock | 77001433 |              |
| 3        | Eola School                       |      | 22. Dez. 2005        | 12119 FM 381       | Eola       | 05001458 |              |
| 4        | Paint Rock Indian Pictograph Site |      | 21. Juni 1971        | Address Restricted | Paint Rock | 71000927 |              |